# Arnauld Tchougong
Pas d'image ? Cliquez ici

a Compétitions nationales et continentales officielles uniquement.

b Matchs officiels uniquement.
Dernière mise à jour le 13 juillet 2009.
Arnauld Tchougong Kamga, né le 17 mars 1980 au Cameroun, est un joueur de rugby à XV international camerounais évoluant au poste de pilier. Il joue actuellement en Fédérale 1 avec le club de l'As Mâcon.

## Biographie
Après avoir découvert le rugby à XV au Cameroun à l'âge de onze ans avec le Rugby Club de Douala où il est formé, il s'exile en Afrique du Sud pour jouer en Currie Cup des moins de 19 ans avec le Harlequins Club. Il remporte la compétition avec son club. L'année suivante, il rejoint l'équipe des moins de 21 ans des Blue Bulls avec qu'il reste deux saisons jusqu'en 2001. Contacté par le Pays d'Aix, il rejoint la France pour jouer en Fédérale 1. Il reste quatre années avec le club provençal et remporte notamment un titre de Champion de Fédérale 1 en 2004. À l'issue de la saison 2004-2005, il rejoint l'US Oyonnax en Pro D2. Il reste deux saisons jusqu'en 2007 où il signe un contrat avec le CS Bourgoin-Jallieu pour jouer dans le Top 14. Il s'adapte très vite et s'impose comme titulaire dans l'équipe berjallienne où l'absence d'Olivier Milloud se fait sentir. En effet, ce dernier est indisponible lors de la saison 2008-2009 en raison d'une rupture du tendon d'achille contractée en mai 2008. Arnauld Tchougong atteint la finale du Challenge européen qu'il perd avec le club isérois face aux Anglais des Northampton Saints.
Il est également international camerounais.
En juin 2008, il est invité avec les Barbarians français pour jouer un match contre le Canada à Victoria. Les Baa-Baas l'emportent 17 à 7.
En juin 2009, il participe à la tournée des Barbarians français en Argentine pour affronter le Rosario Invitación XV puis les Pumas,. Les Baa-Baas l'emportent 54 à 30 contre Rosario puis s'inclinent 32 à 18 contre l'Argentine à Buenos Aires.
En novembre 2009, il joue de nouveau avec les Barbarians français contre un XV de l'Europe FIRA-AER au Stade Roi Baudouin à Bruxelles. Ce match est organisé à l'occasion du 75e anniversaire de la FIRA – Association européenne de rugby. Les Baa-Baas l'emportent 26 à 39.
En 2009, il obtient deux sélections avec les African Leopards, la première sélection pan-africaine créée en 2005. Arnaud Tchougong est un pilier pouvant évoluer aussi bien à droite qu'à gauche. Arnauld Tchougong est le frère de Fabrice Lowe, qui évolue au poste de talonneur RC Aix-en-Provence.

## Carrière

### En club
- 1998-1999 : Harlequins  (Allied Dunbar League)
- 1999-2001 : Blue Bulls  (Currie Cup)
- 2001-2005 : Pays d'Aix  (Fédérale 1)
- 2005-2007 : US Oyonnax  (Pro D2)
- 2007-2011 : Bourgoin  (Top 14)
- Depuis 2011 : Lyon OU  (Top 14)
- Depuis début décembre 2012 au Saint Savin Sportif Club de Fédérale 2
- Depuis 2013 : AS  mâconnaise ( Fédérale 1)
- Depuis 2016 : Saint-Savin Sportif (Fédérale 2)
- Depuis 2018 : Union Sportive montmélianaise (Fédérale 2)

## Palmarès
- Champion des Provinces avec le Harlequins Club en 1999
- Champion de France de Fédérale 1 en 2004
- Finaliste du Challenge européen en 2009